# Румянцев Іван Петрович
Іван Петрович Румянцев (3 січня 1886, місто Рибінськ, тепер Ярославської області, Російська Федерація — розстріляний 30 жовтня 1937, місто Москва, тепер Російська Федерація) — радянський державний діяч, 1-й секретар Західного обласного комітету ВКП(б). Член ВЦВК РРФСР у 1922—1924 і 1927—1929 роках. Кандидат у члени ЦК ВКП(б) у 1923—1924 роках. Член ЦК ВКП(б) у 1924—1937 роках.

## Життєпис
Народився в родині робітника-чорнороба. У 1898 році закінчив двокласне відомче училище міністерства народної освіти в місті Рибінську.
У 1899—1901 роках — хлопчик-чорнороб Рибінської канатної фабрики. У 1901—1905 роках — модельник Рибінського суднобудівного заводу.
У 1905—1907 роках — модельник чавуномідноливарного механічного і котельного заводу братів Пульман у Санкт-Петербурзі.
Член РСДРП(б) з 1905 року. 
Активний учасник революційних подій 1905—1907 років. За участь в організації страйку був звільнений з роботи.
Повернувся до Рибінська, де у 1907—1908 роках працював модельником Рибінського технічного училища та дрібних підприємств, налагодив друкування прокламацій на заводі Журавльова, вів революційну пропаганду.
У 1908, в зв'язку з розгромом підпільної більшовицької організації в Рибінську, переїхав до Санкт-Петербурга, де був заарештований, але незабаром звільнений за браком доказів.
У 1908—1910 роках — модельник дрібних підприємств у Санкт-Петербурзі.
У 1910-1913 роках служив рядовим музичної команди російській імператорської армії в місті Замостя Люблінської губернії.
У 1913—1917 роках — модельник металургійного заводу Сангалло, модельник металургійного заводу Л. М. Еріксона в Санкт-Петербурзі (Петрограді).
Після Лютневої революції 1917 року обраний головою правління Спілки робітників-модельників в Петрограді. У лютому 1917 — травні 1918 року — голова заводський комітет заводу Л. М. Еріксона в Петрограді.
Активний учасник жовтневого перевороту 1917 року в Петрограді.
У травні 1918 року в складі продовольчого загону виїхав на Поволжя, був у розпорядженні Казанської надзвичайної комісії (ЧК). У травні — листопаді 1918 року — комісар Брянського стрілецького полку 5-ї армії РСЧА, брав участь у боях на Східному фронті. У Симбірську захворів на тиф, після лікування переїхав до Рибінська.
У листопаді 1918 — лютому 1919 року — завідувач відділу управління Рибінського повітового виконавчого комітету Ярославської губернії.
У лютому — листопаді 1919 року — голова Рибінського повітового комітету РКП(б) Ярославської губернії.
У листопаді 1919 — березні 1920 року — товариш (заступник) голови Ярославського губернського комітету РКП(б).
У 1920 — січні 1921 року — голова виконавчого комітету Ярославської губернської ради.
З грудня 1920 року — заступник голови Терського губернського революційного комітету.
Одночасно в березні — жовтні 1921 року — завідувач організаційного відділу Терського губернського організаційного бюро РКП(б) у місті П'ятигорську. У квітні — 8 липня 1921 року — відповідальний секретар Терського губернського організаційного бюро РКП(б).
У листопаді 1921 — лютому 1922 року — секретар фракції РКП(б) заводського комітету профспілок Мотовилихинського заводу міста Пермі.
У квітні 1922 — листопаді 1923 року — відповідальний секретар Мотовилихинського районного комітету РКП(б) міста Пермі.
У листопаді 1923 — серпні 1924 року — відповідальний секретар Златоустівського окружного комітету РКП(б) Уральської області.
До листопада 1924 року — завідувач агітаційно-пропагандистського відділу Пермського окружного комітету РКП(б).
У листопаді 1924 — листопаді 1925 року — відповідальний секретар Пермського окружного комітету РКП(б).
У листопаді 1925 — липні 1927 року — відповідальний секретар Свердловського окружного комітету ВКП(б). Одночасно 17 жовтня 1925 — грудень 1926 року — 2-й секретар Уральського обласного комітету ВКП(б).
У липні 1927 — січні 1929 року — відповідальний секретар Владимирського губернського комітету ВКП(б).
З 14 лютого по 20 липня 1929 року — голова Організаційного бюро ЦК ВКП(б) по Західній області в місті Смоленську.
23 липня 1929 — 20 червня 1929 року — відповідальний (1-й) секретар Західного обласного комітету ВКП(б).
17 червня 1937 року заарештований органами НКВС. Виключений з партії 20 червня 1937 року, постановою пленуму ЦК ВКП (б) 23—29 червня 1937 року виведений зі складу членів ЦК ВКП (б). За звинуваченням в участі в антирадянській контрреволюційній групі 29 жовтня 1937 року Військовою колегією Верховного суду СРСР засуджений до смертної кари, розстріляний наступного дня. Похований на Донському цвинтарі Москви.
17 березня 1956 року реабілітований, 22 березня 1956 року посмертно відновлений в партії.

## Нагороди
- орден Леніна (20.12.1935)